# خوال

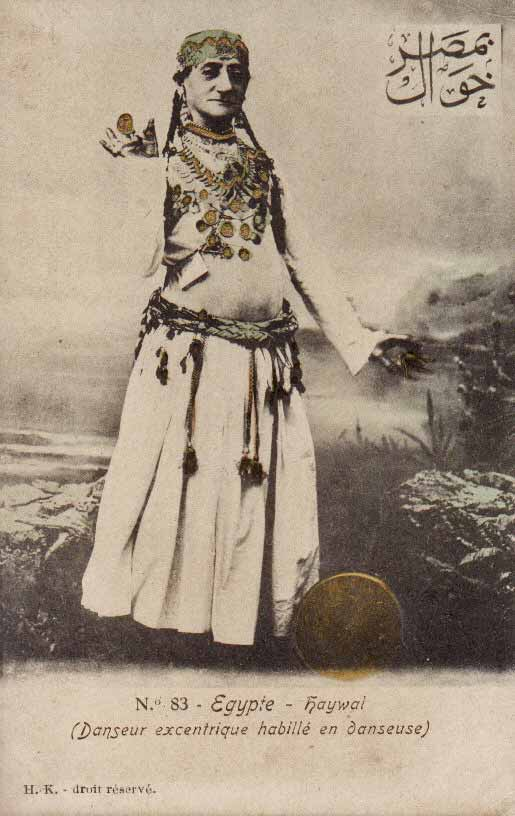
خوال في سنة 1907

الخوال راقص مصري شعبي يلبس ملابس نسائية، وحظي بشعبية كبيرة حتى أواخر القرن الثامن عشر وبداية القرن التاسع عشر.

## التسمية
حسب أقدم قاموس عربي، كتاب العين، كانت كلمة الخوال مرادفا لخادم أو عبد. و طريقة التحصل على الخوالات عبر التاريخ غير موثقة، إلا أنه يرشح أنه كان يتم شراؤهم كغنيمة حرب. ومع ذلك، فقد كانت متميزة عن بقية العبيد الكلاسيكية لأن شراء الخوال لم يعن ملكيتها.

## تاريخه
نظرا لمنع الرقص على النساء في الأماكن العامة، ملأ الرجال الذين يلبسون اللباس النسائية مكانهم. حاكي الخوال في مصر الغوازي من خلال الرقص بالكاستانيت، وأيديهن مطلية بالحناء، مع إطالة شعرهم وتزيينه بضفائر.
نظرًا لانتحالهم شخصيات نسائية، فإن عروضهن كانت شديدة الشبه بالغوازي.
كانوا يميزون أنفسهم عن النساء الحقيقيات من خلال ارتداء بدلات جزء منها ذكوري وجزء آخر نسائي. و عروضهم كانت تنظم في عديد المناسبات من حفلات الزفاف، المواليد والختان والمهرجانات. إضافة إلى هذا، كانوا يعرضون للأجانب في القرن التاسع عشر، مما تسبب في بعض الأحيان في حدوث ارتباك بين المتفرجين.
في العامية المصرية الحديثة، المصطلح مهين ويشير إلى المثلية.